# Catedral de Aachen
A Catedral de Aachen (em alemão: Aachener Dom) localiza-se em Aachen, estado da Renânia do Norte-Vestfália, Alemanha. Erigida originalmente a mando de Carlos Magno por volta de 790 (onde em 814 foi sepultado), a catedral é hoje o resultado dos acrescentos e modificações de que foi sendo alvo ao longo dos séculos.
É a mais antiga catedral do norte da Europa e, além de ter sido, na sua fase inicial, e durante séculos, o edifício mais alto a norte dos Alpes, foi também até ao século XVI local de coroamento dos imperadores do Sacro Império Romano. A Capela Palatina original (de influência bizantina e germânica) e os elementos góticos e barrocos posteriores incutem no edifício uma particular fusão de contrastes e estilos da arquitectura cristã, transformando-a no símbolo da cidade, e oferecendo-lhe também a sua característica silhueta.
Em 1978 foi incluída na lista do Património Mundial da UNESCO (é o terceiro sítio incluído).

## O centro do império e as influências
Na altura em que o Império Romano do Oriente deixa o poder papal em Roma sem o seu apoio, o papa descobre as potencialidades do poder político germânico e desta relação nasce uma entreajuda que se irá manter por muito tempo. O papa designa Pepino, o Breve (autoproclamado o primeiro carolíngio e monarca do Império Franco) como Patricius Romanorum, o patrono dos romanos. Carlos Magno, filho de Pepino, irá manter essas boas relações com o poder papal e, após unir territorialmente a Europa Central, será coroado pelo papa como imperador do Sacro Império Germânico.
Nesta altura é comum a existência de diversas residências reais, possibilitando o deslocamento do imperador pelo território e a sua permanência temporária em diferentes locais de modo a controlar a situação, a efectuar conferências, recolher impostos, etc. Também em Aachen o imperador Carlos Magno vai mandar erigir um palácio a ser ocupado apenas durante as suas estadias, mas o seu gosto pela região, a grande extensão de florestas, a caça abundante e as águas termais, já muito utilizadas para curas pelos antigos romanos, levaram a que este local se transformasse na sua residência permanente e, consequentemente, no centro cultural e religioso do Império.

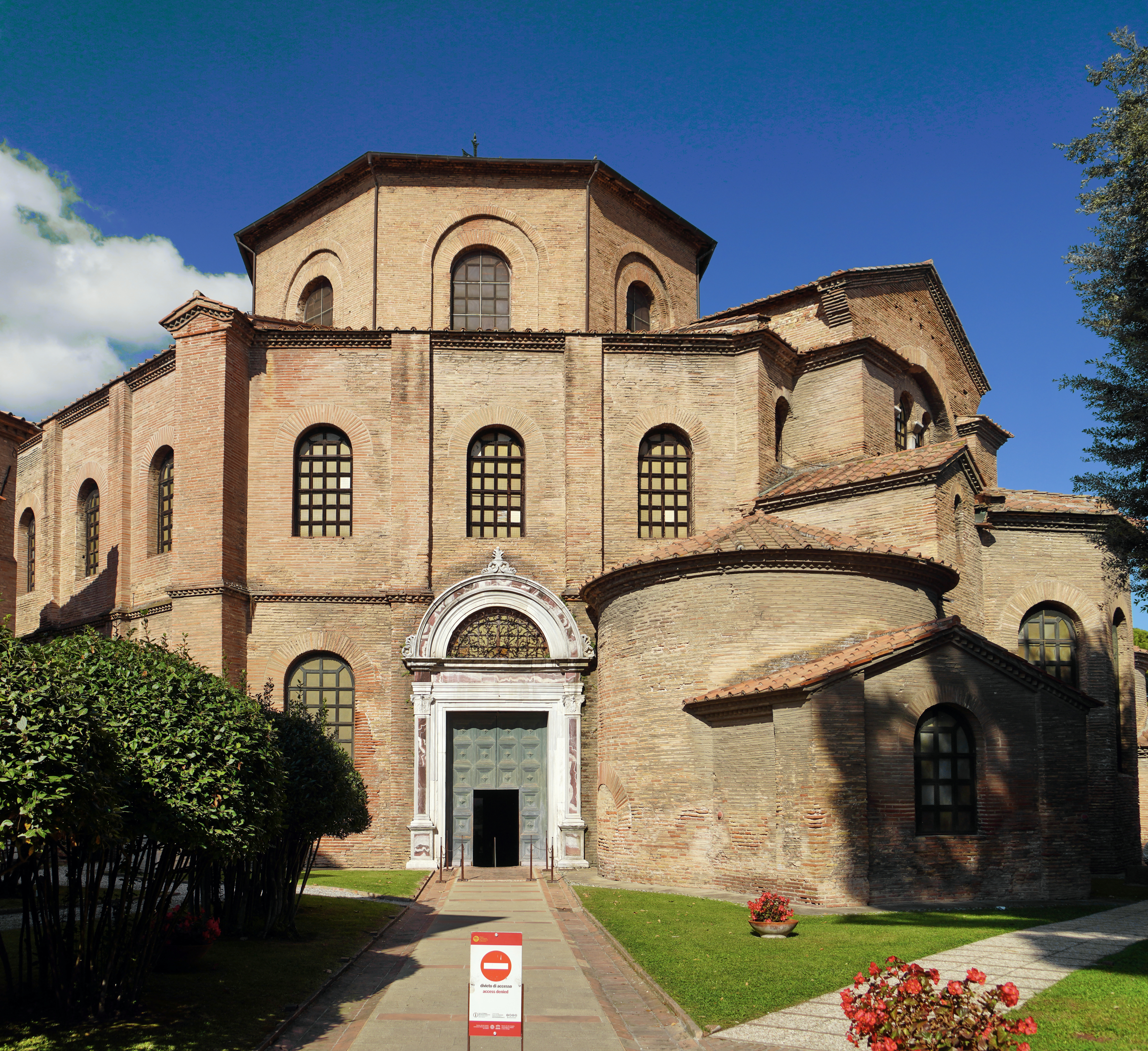
Basílica de São Vital em Ravena que serviu de inspiração à Capela Palatina

Ao longo das suas várias viagens a Itália, o imperador contacta de perto com os testemunhos da arquitectura da Antiguidade Clássica, principalmente com a herança de Constantino em Roma. Influenciado pelo estilo clássico e bizantino, Carlos Magno vai querer importar para o seu império (e iniciando pela sua residência em Aachen) o que até então tinha permanecido desconhecido à arte germânica.
Todas as dependências do palácio construídas em madeira, material de eleição da arquitectura germânica e que não resiste tão bem ao passar do tempo como a pedra, não sobreviveram até aos nosso dias. Mas no local onde o pai de Carlos Magno tinha anteriormente erigido uma pequena capela para relíquias cresce a Capela Palatina, actualmente o elemento central da catedral. A estrutura da capela tem como base a Basílica de São Vital em Ravena e até mesmo os materiais (como os mármores para as colunas e os bronzes para as grades no seu interior) são importados de Itália. Mas estas influências não são simplesmente assimiladas, são interpretadas de uma maneira própria, onde já se observam novos elementos que farão parte da arquitectura alemã e europeia nos séculos seguintes. A fusão de diversas características germânicas, da zona do Mediterrâneo e do Império Romano do Oriente (Constantinopla), originam uma capela diferente das demais que, segundo Carlos Magno, teria sido construída segundo sua propria dispositione.

## A Capela Palatina

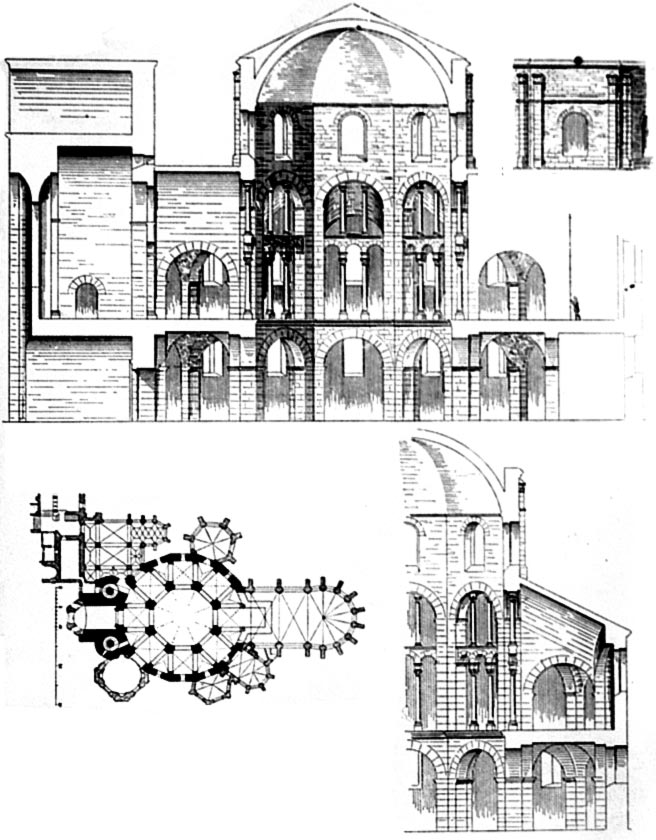
Em cima: corte da Capela Palatina. Em baixo à esquerda: planta da capela (octagonal e o deambulatório) já com o coro em estilo gótico e as capelas radiais erguidas posteriormente em diversos épocas. Em baixo à direita: corte da capela.

Uma pequena construção, foi erguida, por ordem de Pepino, o Breve (rei da dinastia carolíngia e pai do futuro imperador Carlos Magno), presumidamente pouco antes de seu falecimento em 768, na região denominada, à época, Aquisgrano(atual Aachen), para ser abrigo de uma relíquia sacra à cultura e fé cristã, a capa (em latim: capella) de São Martinho. A construção passa a ser conhecida como capela, o que acaba por levar à disseminação genérica do termo capela como um pequeno oratório privado.
Carlos Magno, ao suceder seu pai no trono carolíngio, ordena que se construa no local da capela uma nova edificação, que, para os padrões da época, era enorme, exuberante e excepcional. Erguida entre os anos 790 e 805, e denominada Capela Palatina, é uma obra-prima da arquitetura e concepção artística do período carolíngio.
A análise da estrutura deve ser feita além da sua descrição formal. Os seus elementos são reveladores de que a construção da capela é também uma antecipação dos objetivos políticos de Carlos Magno, uma espécie de propaganda política. A capela deverá ser a imagem da Nova Jerusalém, Carlos Magno o representante de Deus na Terra, e Aquisgrano a segunda Roma.
A escolha da planta de oito lados não é acidental, e sim uma escolha consciente e repleta de significados. O número oito simboliza o poder celestial na Terra, o dia após o sétimo dia da criação, a ressurreição de Cristo e o começo da perfeição. A figura geométrica do octógono desde a Antiguidade simboliza a perfeição, o que reforça todo o simbolismo de sua construção. É a fusão entre o infinito, o céu (círculo) e a a área delimitada, os quatro pontos cardeais terrenos (quadrado).
A Capela Palatina foi construída segundo um projeto de Otão de Metz, mestre de obras que notoriamente dominava a arquitetura clássica, mas que adicionou a este edifício um cunho mais maciço, compacto, de linhas definidas. O lado ocidental apresentava na altura um conjunto novo conhecido por Westwerk, e que se desenvolveria posteriormente nas fachadas de duas torres da arquitetura medieval. No século XIV é edificada a atual torre, com capelas laterais góticas na zona alta para albergar relíquias, e onde se encontra hoje o portal barroco de entrada para a catedral.

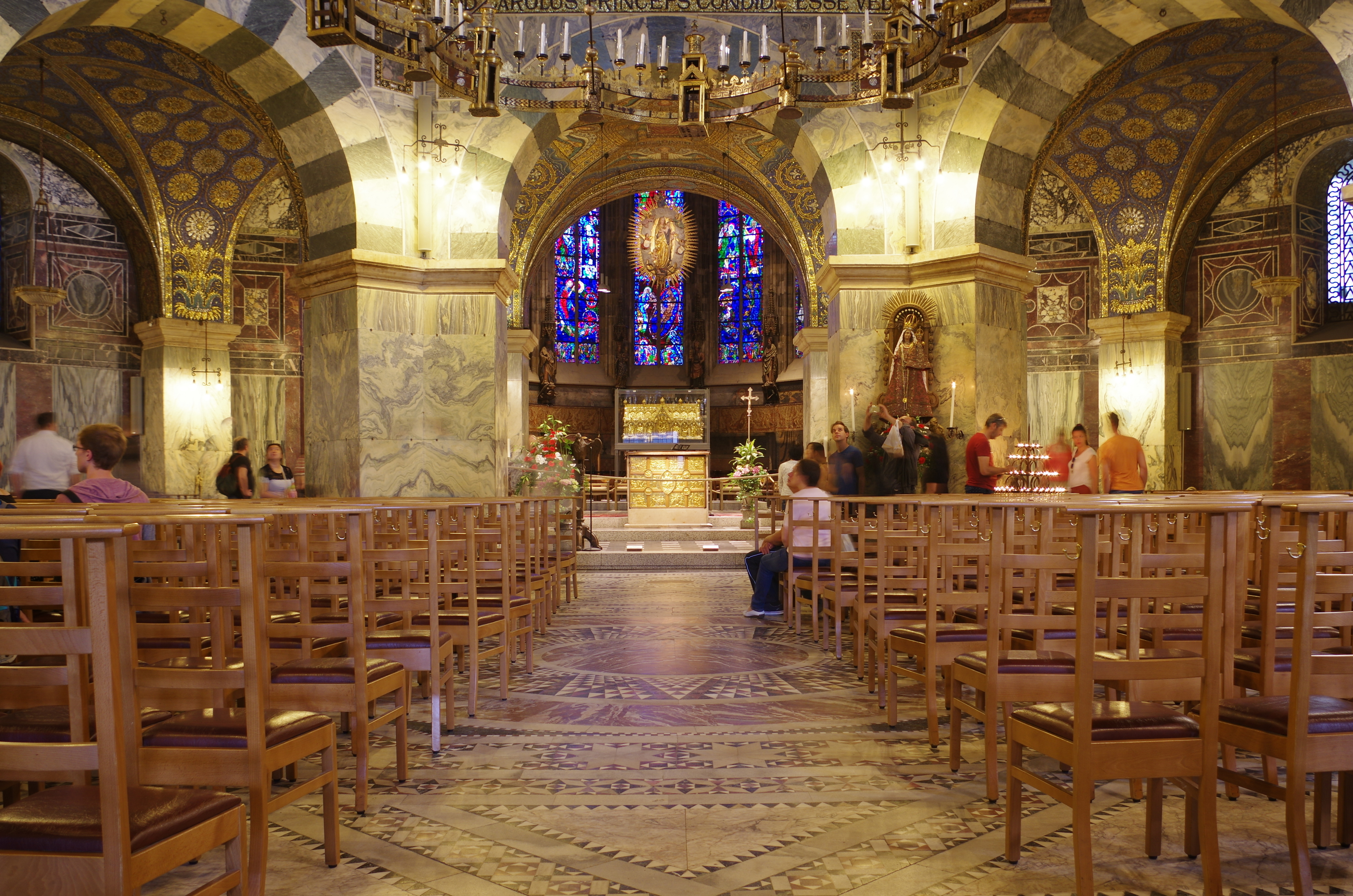
Interior da Capela Palatina (octagonal) com o candelabro de Frederico Barba Ruiva e vista para o coro gótico

O núcleo da capela consiste num elemento elevado, de dois andares, de planta octogonal, rematado por uma cúpula (o actual telhado em "gomos" é um acrescento do barroco). No seu interior o octógono é circundado por um deambulatório de 16 lados, tipologia que tem aqui uma das suas primeiras aplicações.
A formar e suportar a estrutura do octógono estão oito grandes pilares gémeos (adjacentes) interligados por arcos de volta-perfeita. O piso superior apresenta, entre cada pilar, uma divisão feita por duas colunas mais finas separadas em dois níveis diferentes de altura pela aplicação de uma banda horizontal de mármore com três arcos. Este piso superior abre-se para o octógono e possui, entre cada pilar, vedações em bronze. Acima deste segundo nível eleva-se o tambor da cúpula (paredes que a antecedem) onde se abrem janelas grandes e simples e onde inicia o revestimento a mosaicos que se prolonga na totalidade da cúpula. A cúpula, feita de tijolo, é composta por oito gomos que surgem do prolongamento dos pilares da base, notando-se aqui um afastamento das técnicas já conhecidas na Antiguidade para atingir uma maior leveza neste tipo de construção.
A funcionar como altar existia um pequeno espaço rectangular onde hoje se encontra o coro gótico revestido a vitrais.

### Os mosaicos
Inicialmente os pilares de pedra não estariam revestidos a mármore, mas apresentariam uma superfície mais rude, talvez em tons de vermelho, assim como provavelmente o deambulatório, actualmente revestido a mosaicos, teria um tratamento mais simples e despojado. O facto é que também os actuais mosaicos da cúpula são de uma altura muito posterior, cuja composição foi baseada numa imagem produzida por Giovanni Ciampini em 1690, com base nos mosaicos originais de inspiração bizantina, introduzidos em 804. Levando em consideração a imagem barroca, a composição original teria como tema a Maiestas Domini (Cristo em Majestade), objecto que já vem no seguimento de uma longa tradição cristã com origem no período paleocristão. A dominar a composição está Cristo no trono ladeado por dois anjos, e, ao longo de toda a base do perímetro da cúpula, vinte e quatro reis oferecendo as suas coroas a Cristo. Esta imagem, semelhante à imagem presente no Livro da Revelação de São João, tem como objectivo simbólico a divinização e legitimização de Carlos Magno como imperador.

### O trono

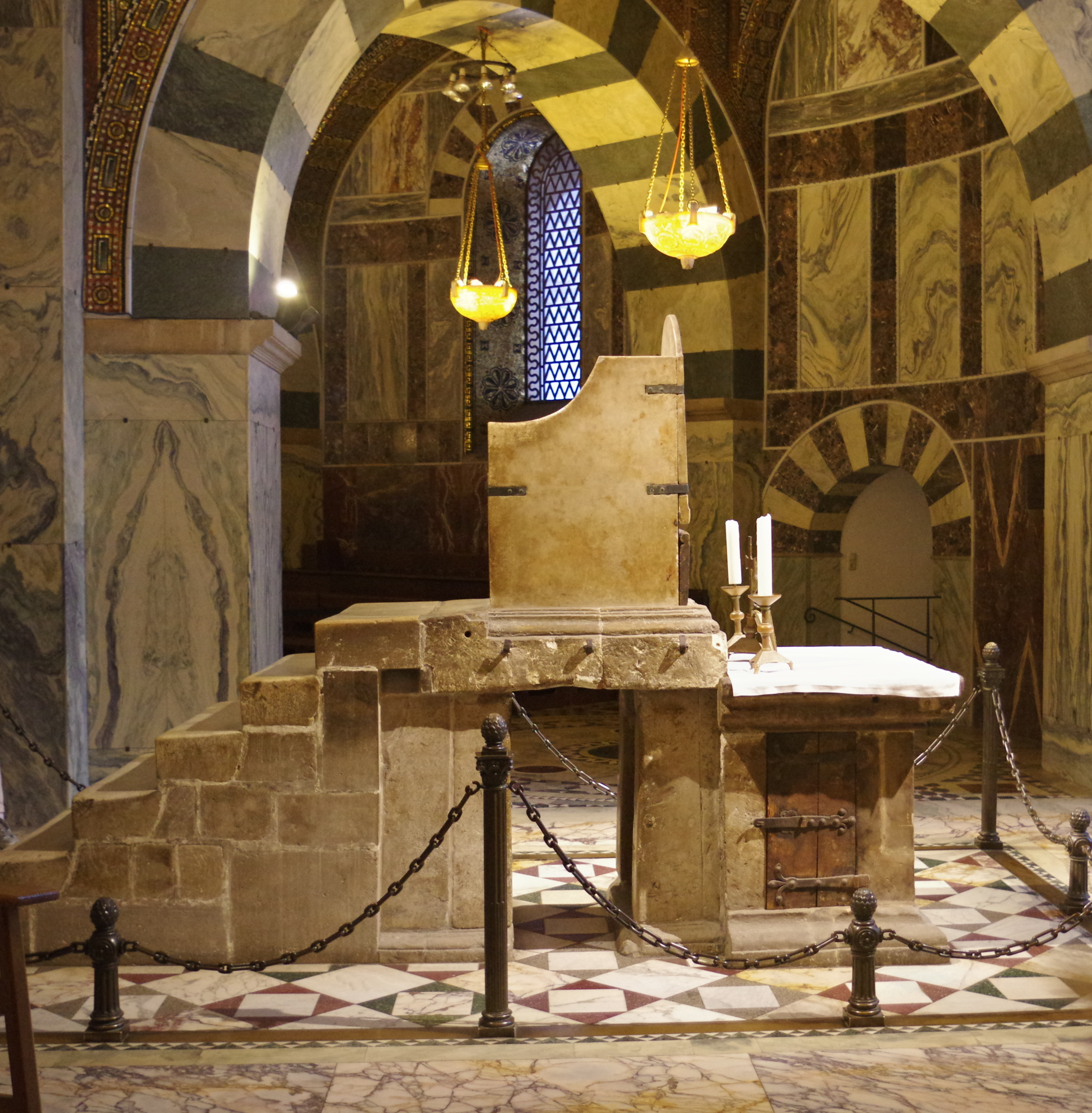
O trono de Carlos Magno no segundo piso da capela palatina da Catedral de Aachen

O acesso ao segundo piso da capela, todo ele orientado visualmente para o centro aberto do octógono, é feito através das escadas existentes nas duas torres do deambulatório. Neste segundo nível, onde iniciava a área do soberano, encontra-se o trono de Carlos Magno. A primeira impressão ao observar o trono é que se trata de um trono simples, demasiado simples para um imperador. Uma observação mais cuidada revela uma estrutura composta por peças de mármore que possivelmente teriam estado antes noutro lugar ao serviço de outra função. Os seis degraus (em número igual aos degraus do trono de Salomão descrito no Antigo Testamento) são formados a partir de elementos de um antigo pilar. O trono em si é composto de placas de mármore, possivelmente originárias de algum pavimento da Roma Antiga, apoiado em suportes igualmente toscos. A possível razão para esta “colagem de retalhos” será talvez o desejo de se utilizar material proveniente de algum lugar antigo e sagrado para o cristianismo. O altar acoplado na parte posterior é um acrescento de uma época mais recente.
Há quem questione se será efectivamente este o trono de Carlos Magno, apontando antes para a altura da coroação de Oto I em 936. No entanto, e de acordo com investigações recentes, tudo indica que só poderá ser este o trono original. Um dos factos que corroboram esta afirmação é a sua localização. Não só se encontra na área de maior primazia arquitectónica, no segundo piso, como também se encontra no eixo de visão dos altares. Este é o local mais alto da capela, de onde o imperador pode seguir o serviço religioso a uma certa distância. Outro reforço simbólico da localilzação é a representação, na cúpula, de Cristo entronado, que se encontra na parte oposta à do trono e de frente para o mesmo.

### Os bronzes e as colunas
As elegantes colunas de capitéis coríntios do segundo piso, distribuídas em dois níveis de altura e percorrendo o perímetro do octógono, são possivelmente os elementos mais antigos da catedral. Foram importados por Carlos Magno de Itália (Roma e Ravena), e retiradas em 1794 pelo exército da Revolução Francesa aquando da sua ocupação da região. Nessa altura são levadas para França e, mais tarde, em 1814, reclamadas de volta, quando algumas delas já se encontravam em exposição no Museu do Louvre. Actualmente a catedral expõe vinte e duas das colunas originais.
As vedações em bronze do segundo piso, posicionadas nas aberturas entre os pilares, são outra das preciosidades originais da capela. São da altura da construção inicial e produto da fundição de Aachen, de grande qualidade técnica e artística, reunindo nos seus padrões elementos decorativos romanos, celtas e francos em grande harmonia. As composições são diferentes entre si e cada vedação é idêntica à sua oposta (do lado oposto do octógono). Somente a vedação em frente ao trono apresenta uma composição única de grande requinte e originalidade decorativa.